# Marion Wilson Jr.
Marion "Murdock" Wilson Jr. (Brunswick, Georgia, 29 de julio de 1976 - 20 de junio de 2019) fue un asesino estadounidense ejecutado en el estado de Georgia. Fue sentenciado a muerte en 1997 por el asesinato de Donovan Corey Parks de 24 años, ocurrido el 28 de marzo de 1996.
Fue la persona número 1500 en ser ejecutada en los Estados Unidos desde que se reanudó la pena capital en 1976.

## Asesinato
El 28 de marzo de 1996, Wilson y su cómplice Robert Earl Butts Jr. (14 de mayo de 1977 - 4 de mayo de 2018) se encontraron con un guardia de prisión fuera de servicio, Donovan Corey Parks (24), en las afueras de un Walmart en Milledgeville, Georgia, Butts había trabajado con Parks en un Burger King local y le preguntó si podía llevarles en su auto. Parks estuvo de acuerdo y llevó a los dos hombres en su vehículo. Butts estaba sentado en el asiento del pasajero delantero y Wilson estaba sentado en la parte trasera cuando salieron del estacionamiento.
Luego, uno de los dos hombres disparó fatalmente a Parks con una escopeta recortada. Le ordenaron salir de su auto y le dispararon en la nuca mientras yacía en el suelo. Su cadáver fue encontrado acostado boca abajo en una calle residencial, no lejos del estacionamiento. Butts y Wilson huyeron en el auto robado, que posteriormente quemaron, tras fracasar en su intento por encontrar a alguien dispuesto a comprarlo.

## Sentencia y ejecución
Butts y Wilson fueron arrestados cuatro días después del asesinato y cada uno acusó al otro de jalar del gatillo. Ambos eran miembros de la pandilla de la calle Folk Nation. Los fiscales afirmaron que ellos asesinaron a Parks para lograr un estatus más alto dentro de su pandilla. Butts y Wilson fueron condenados por asesinato y sentenciados a muerte en 1997.
Butts fue ejecutado por inyección letal el 4 de mayo de 2018 en la prisión estatal de Georgia.
La Junta de Indultos y Libertad Condicional del Estado de Georgia negó la conmutación de la pena a Wilson. El sentenciado pidió una última comida, una pizza mediana de masa delgada con todo, 20 alitas de búfalo, una pinta de crema de mantequilla de queso pecan, un poco de tarta de manzana y zumo de uva. Wilson fue ejecutado por inyección letal el 20 de junio de 2019. Convirtiéndose en la persona número mil quinientos en ser ejecutada en los Estados Unidos desde que se reanudó la pena capital en 1976 después de que Gregg v. Georgia. Su ejecución se llevó a cabo a las 9:52 p. m. hora del este, en la prisión de Jackson después de que la Corte Suprema de los Estados Unidos denegara la suspensión de la inyección.